# Lajtabánság
Lajtabánság (Duits: Leitha-Banat) was een Hongaarse staat op het huidige Oostenrijkse grondgebied, in de deelstaat Burgenland. Deze staat ontstond als onbedoeld gevolg van het Verdrag van Trianon: toen het Hongaarse leger het gebied op 4 oktober 1921 verliet ontstond de staat, die werd uitgeroepen door Hongaarse opstandelingen. Pál Prónay was het zelfverklaarde staatshoofd van dit landje. Op 5 november werd Lajtabánság door Oostenrijk geannexeerd.